# EPCR Challenge Cup 2022/23
Der EPCR Challenge Cup 2022/23 war die zweite Ausgabe des EPCR Challenge Cup, des zweitrangigen europäischen Pokalwettbewerbs im Rugby Union. Dieser Wettbewerb ist der Nachfolger des European Challenge Cup und des European Rugby Challenge Cup. Es waren 22 Teams aus sieben Ländern beteiligt. Die Gruppenphase dauerte vom 9. Dezember 2022 bis zum 22. Januar 2023, gefolgt von der K.-o.-Phase. Das Finale fand am 19. Mai 2023 in Dublin statt. Den Titel gewann zum ersten Mal der französische Verein RC Toulon.

## Teilnehmer
Teilnahmeberechtigt waren folgende Teams:
- 3 Teams aus England: Verbleibende Teams in der Premiership Rugby, die sich nicht für den European Rugby Champions Cup 2022/23 qualifiziert hatten. Die Worcester Warriors und der Wasps RFC hatten sich ebenfalls qualifiziert, wurden aber beide suspendiert, nachdem sie unter Insolvenzverwaltung gestellt worden waren.
- 6 Teams aus Frankreich: Teams, die an der Saison 2022–23 der Top 14 teilgenommen und sich nicht für den Champions Cup qualifiziert hatten.
- 9 Teams aus Irland, Italien, Schottland, Südafrika und Wales: Die acht schlechtesten Teams der United Rugby Championship, die ihren URC Regional Shield nicht gewannen. Zusätzlich die eingeladenen Cheetahs.[1]
- 4 Teams, die nach der Gruppenphase des European Rugby Champions Cup 2022/23 als Neunt- und Zehntplatzierte ihrer Gruppen in die K.-o.-Phase des EPCR Challenge Cup einsteigen.

## Einteilung und Modus
Die Teams wurden in eine Zehner- und eine Achtergruppe eingeteilt, basierend auf den Leistungen in ihren jeweiligen Meisterschaften in der vergangenen Saison. Die Teams einer Gruppe spielten in der Gruppenphase zweimal gegen zwei andere Mannschaften, jeweils zuhause und auswärts. Die sechs besten Teams jeder Gruppe erreichten das Achtelfinale, wo sie auf die neunt- und zehntplatzierten Teams jeder Gruppe des European Rugby Champions Cup 2022/23 trafen.
Punkte wurden wie folgt vergeben:
- vier Punkte für einen Sieg
- zwei Punkte für ein Unentschieden
- einen Bonuspunkt bei vier oder mehr Versuchen
- einen Bonuspunkt bei einer Niederlage mit sieben oder weniger Punkten Differenz

## Vorrunde

### Gruppe A
|     | Team              | Spiele | Siege | Unent. | Ndlg. | Spiel- punkte | Diff. | Bonus- punkte | Tabellen- punkte |
| --- | ----------------- | ------ | ----- | ------ | ----- | ------------- | ----- | ------------- | ---------------- |
| 1.  | RC Toulon         | 4      | 4     | 0      | 0     | 102:56        | + 46  | 3             | 19               |
| 2.  | Glasgow Warriors  | 4      | 3     | 1      | 0     | 107:82        | + 25  | 2             | 16               |
| 3.  | Cardiff Rugby     | 4      | 3     | 0      | 1     | 154:57        | + 97  | 3             | 15               |
| 4.  | Bristol Bears     | 4      | 4     | 0      | 0     | 121:54        | + 67  | 3             | 14 *             |
| 5.  | Connacht Rugby    | 4      | 3     | 0      | 1     | 135:72        | + 63  | 2             | 14               |
| 6.  | CA Brive          | 4      | 1     | 0      | 3     | 66:157        | − 91  | 2             | 6                |
| 7.  | Newcastle Falcons | 4      | 1     | 0      | 3     | 63:132        | − 69  | 1             | 5                |
| 8.  | Bath Rugby        | 4      | 0     | 1      | 3     | 68:105        | − 37  | 1             | 3                |
| 9.  | USA Perpignan     | 4      | 0     | 0      | 4     | 68:118        | − 50  | 1             | 1                |
| 10. | Zebre Parma       | 4      | 0     | 0      | 4     | 56:107        | − 51  | 1             | 1                |

* Abzug von fünf Tabellenpunkten wegen des Einsatzes eines nicht teilnahmeberechtigten Spielers.
| 9. Dezember 2022 21:00 MEZ | USA Perpignan  | 5 : 19 | Bristol Bears | Stade Aimé-Giral, Perpignan Zuschauer: 6.245 Schiedsrichter: Chris Busby (Irland) |
| 9. Dezember 2022 21:00 MEZ | (5:19) Bericht |        |               | Stade Aimé-Giral, Perpignan Zuschauer: 6.245 Schiedsrichter: Chris Busby (Irland) |

| 10. Dezember 2022 13:30 WEZ | Bath Rugby      | 19 : 22 | Glasgow Warriors | Recreation Ground, Bath Zuschauer: 11.251 Schiedsrichter: Adrien Marbot (Frankreich) |
| 10. Dezember 2022 13:30 WEZ | (12:19) Bericht |         |                  | Recreation Ground, Bath Zuschauer: 11.251 Schiedsrichter: Adrien Marbot (Frankreich) |

| 10. Dezember 2022 17:30 WEZ | Connacht Rugby | 22 : 8 | Newcastle Falcons | Galway Sportsgrounds, Galway Zuschauer: 3.129 Schiedsrichter: Luc Ramos (Frankreich) |
| 10. Dezember 2022 17:30 WEZ | (14:8) Bericht |        |                   | Galway Sportsgrounds, Galway Zuschauer: 3.129 Schiedsrichter: Luc Ramos (Frankreich) |

| 10. Dezember 2022 21:00 MEZ | Cardiff Rugby  | 41 : 0 | CA Brive | Cardiff Arms Park, Cardiff Zuschauer: 4.755 Schiedsrichter: Gianluca Gnecchi (Italien) |
| 10. Dezember 2022 21:00 MEZ | (25:0) Bericht |        |          | Cardiff Arms Park, Cardiff Zuschauer: 4.755 Schiedsrichter: Gianluca Gnecchi (Italien) |

| 10. Dezember 2022 21:00 MEZ | Zebre Parma    | 21 : 24 | RC Toulon | Stadio Sergio Lanfranchi, Parma Zuschauer: 2.670 Schiedsrichter: Adam Jones (Wales) |
| 10. Dezember 2022 21:00 MEZ | (7:12) Bericht |         |           | Stadio Sergio Lanfranchi, Parma Zuschauer: 2.670 Schiedsrichter: Adam Jones (Wales) |

| 16. Dezember 2022 21:00 MEZ | CA Brive       | 24 : 31 | Connacht Rugby | Stade Amédée-Domenech, Brive-la-Gaillarde Zuschauer: 1.679 Schiedsrichter: Adam Leal (England) |
| 16. Dezember 2022 21:00 MEZ | (3:21) Bericht |         |                | Stade Amédée-Domenech, Brive-la-Gaillarde Zuschauer: 1.679 Schiedsrichter: Adam Leal (England) |

| 16. Dezember 2022 20:00 WEZ | Glasgow Warriors | 26 : 18 | USA Perpignan | Murrayfield Stadium, Edinburgh Zuschauer: 600 Schiedsrichter: Anthony Woodthorpe (England) |
| 16. Dezember 2022 20:00 WEZ | (14:5) Bericht   |         |               | Murrayfield Stadium, Edinburgh Zuschauer: 600 Schiedsrichter: Anthony Woodthorpe (England) |

Das Spielfeld im Scotstoun Stadium war unbespielbar, weshalb die Partie ins Murrayfield Stadium verlegt wurde.
| 17. Dezember 2022 14:00 MEZ | RC Toulon      | 29 : 7 | Bath Rugby | Stade Mayol, Toulon Zuschauer: 12.519 Schiedsrichter: Gianluca Gnecchi (Italien) |
| 17. Dezember 2022 14:00 MEZ | (24:0) Bericht |        |            | Stade Mayol, Toulon Zuschauer: 12.519 Schiedsrichter: Gianluca Gnecchi (Italien) |

| 17. Dezember 2022 17:30 WEZ | Newcastle Falcons | 10 : 47 | Cardiff Rugby | Kingston Park, Newcastle upon Tyne Zuschauer: 2.667 Schiedsrichter: Vivien Praderie (Frankreich) |
| 17. Dezember 2022 17:30 WEZ | (3:26) Bericht    |         |               | Kingston Park, Newcastle upon Tyne Zuschauer: 2.667 Schiedsrichter: Vivien Praderie (Frankreich) |

| 18. Dezember 2022 13:00 MESZ | Bristol Bears  | 35 : 19 | Zebre Parma | Ashton Gate Stadium, Bristol Zuschauer: 15.018 Schiedsrichter: Adrien Marbot (Frankreich) |
| 18. Dezember 2022 13:00 MESZ | (28:7) Bericht |         |             | Ashton Gate Stadium, Bristol Zuschauer: 15.018 Schiedsrichter: Adrien Marbot (Frankreich) |

| 14. Januar 2023 17:30 WEZ | Bristol Bears  | 61 : 5 | Zebre Parma | Galway Sportsgrounds, Galway Zuschauer: 7.500 Schiedsrichter: Gianluca Gnecchi (Italien) |
| 14. Januar 2023 17:30 WEZ | (45:5) Bericht |        |             | Galway Sportsgrounds, Galway Zuschauer: 7.500 Schiedsrichter: Gianluca Gnecchi (Italien) |

| 14. Januar 2023 21:00 MEZ | USA Perpignan   | 26 : 40 | Glasgow Warriors | Stade Aimé-Giral, Perpignan Zuschauer: 5.000 Schiedsrichter: Craig Evans (Wales) |
| 14. Januar 2023 21:00 MEZ | (12:28) Bericht |         |                  | Stade Aimé-Giral, Perpignan Zuschauer: 5.000 Schiedsrichter: Craig Evans (Wales) |

| 14. Januar 2023 21:00 MEZ | Zebre Parma   | 11 : 34 | Bristol Bears | Stadio Sergio Lanfranchi, Parma Zuschauer: 1.700 Schiedsrichter: Luc Ramos (Frankreich) |
| 14. Januar 2023 21:00 MEZ | (6:0) Bericht |         |               | Stadio Sergio Lanfranchi, Parma Zuschauer: 1.700 Schiedsrichter: Luc Ramos (Frankreich) |

| 15. Januar 2023 13:00 WEZ | Cardiff Rugby  | 42 : 10 | Newcastle Falcons | Cardiff Arms Park, Cardiff Zuschauer: 5.464 Schiedsrichter: Adrien Marbot (Frankreich) |
| 15. Januar 2023 13:00 WEZ | (28:3) Bericht |         |                   | Cardiff Arms Park, Cardiff Zuschauer: 5.464 Schiedsrichter: Adrien Marbot (Frankreich) |

| 15. Januar 2023 15:15 WEZ | Bath Rugby     | 23 : 35 | RC Toulon | Kingsholm Stadium, Gloucester Zuschauer: 1.500 Schiedsrichter: Chris Busby (Irland) |
| 15. Januar 2023 15:15 WEZ | (8:15) Bericht |         |           | Kingsholm Stadium, Gloucester Zuschauer: 1.500 Schiedsrichter: Chris Busby (Irland) |

Das Spiel wurde vom Vortag verschoben und nach Gloucester verlegt, da das Spielfeld im Recreation Ground mit Wasser vollgesogen war.
| 20. Januar 2023 20:00 WEZ | Glasgow Warriors | 19 : 19 | Bath Rugby | Scotstoun Stadium, Glasgow Zuschauer: 6.965 Schiedsrichter: Luc Ramos (Frankreich) |
| 20. Januar 2023 20:00 WEZ | (14:13) Bericht  |         |            | Scotstoun Stadium, Glasgow Zuschauer: 6.965 Schiedsrichter: Luc Ramos (Frankreich) |

| 20. Januar 2023 21:00 MEZ | RC Toulon      | 14 : 5 | Zebre Parma | Stade Mayol, Toulon Zuschauer: 9.500 Schiedsrichter: Hollie Davidson (Schottland) |
| 20. Januar 2023 21:00 MEZ | (14:0) Bericht |        |             | Stade Mayol, Toulon Zuschauer: 9.500 Schiedsrichter: Hollie Davidson (Schottland) |

| 20. Januar 2023 20:00 WEZ | Bristol Bears  | 33 : 19 | USA Perpignan | Ashton Gate Stadium, Bristol Zuschauer: 14.493 Schiedsrichter: Sam Grove-White (Schottland) |
| 20. Januar 2023 20:00 WEZ | (33:7) Bericht |         |               | Ashton Gate Stadium, Bristol Zuschauer: 14.493 Schiedsrichter: Sam Grove-White (Schottland) |

| 21. Januar 2023 16:15 MEZ | CA Brive       | 37 : 24 | Cardiff Rugby | Stade Amédée-Domenech, Brive-la-Gaillarde Zuschauer: 3.248 Schiedsrichter: Anthony Woodthorpe (England) |
| 21. Januar 2023 16:15 MEZ | (17:3) Bericht |         |               | Stade Amédée-Domenech, Brive-la-Gaillarde Zuschauer: 3.248 Schiedsrichter: Anthony Woodthorpe (England) |

| 21. Januar 2023 17:30 WEZ | Newcastle Falcons | 35 : 21 | Connacht Rugby | Kingston Park, Newcastle upon Tyne Zuschauer: 3.567 Schiedsrichter: Pierre-Baptiste Nuchy (Frankreich) |
| 21. Januar 2023 17:30 WEZ | (21:14) Bericht   |         |                | Kingston Park, Newcastle upon Tyne Zuschauer: 3.567 Schiedsrichter: Pierre-Baptiste Nuchy (Frankreich) |

### Gruppe B
|    | Team                   | Spiele | Siege | Unent. | Ndlg. | Spiel- punkte | Diff. | Bonus- punkte | Tabellen- punkte |
| -- | ---------------------- | ------ | ----- | ------ | ----- | ------------- | ----- | ------------- | ---------------- |
| 1. | Scarlets               | 4      | 4     | 0      | 0     | 124:57        | + 67  | 2             | 18               |
| 2. | Benetton Rugby Treviso | 4      | 3     | 0      | 1     | 120:70        | + 50  | 3             | 15               |
| 3. | Lions                  | 4      | 2     | 1      | 1     | 98:85         | + 13  | 2             | 12               |
| 4. | Stade Français         | 4      | 2     | 0      | 2     | 85:86         | − 1   | 2             | 10               |
| 5. | Dragons RFC            | 4      | 1     | 1      | 2     | 98:103        | − 5   | 4             | 10               |
| 6. | Cheetahs               | 4      | 2     | 0      | 2     | 73:87         | − 14  | 2             | 10               |
| 7. | Section Paloise        | 4      | 1     | 0      | 3     | 64:72         | − 8   | 3             | 7                |
| 8. | Aviron Bayonnais       | 4      | 0     | 0      | 4     | 28:130        | − 102 | 0             | 0                |

| 9. Dezember 2022 21:00 MEZ | Stade Français | 24 : 14 | Benetton Rugby Treviso | Stade Jean-Bouin, Paris Zuschauer: 4.879 Schiedsrichter: Eoghan Cross (Irland) |
| 9. Dezember 2022 21:00 MEZ | (3:9) Bericht  |         |                        | Stade Jean-Bouin, Paris Zuschauer: 4.879 Schiedsrichter: Eoghan Cross (Irland) |

| 10. Dezember 2022 12:45 SAST | Lions           | 31 : 31 | Dragons RFC | Ellis Park Stadium, Johannesburg Zuschauer: 1.537 Schiedsrichter: Anthony Woodthorpe (England) |
| 10. Dezember 2022 12:45 SAST | (17:24) Bericht |         |             | Ellis Park Stadium, Johannesburg Zuschauer: 1.537 Schiedsrichter: Anthony Woodthorpe (England) |

| 10. Dezember 2022 14:00 MEZ | Section Paloise | 16 : 21 | Cheetahs | Stade du Hameau, Pau Zuschauer: 5.077 Schiedsrichter: Sam Grove-White (Schottland) |
| 10. Dezember 2022 14:00 MEZ | (9:3) Bericht   |         |          | Stade du Hameau, Pau Zuschauer: 5.077 Schiedsrichter: Sam Grove-White (Schottland) |

| 11. Dezember 2022 15:15 WEZ | Scarlets       | 39 : 7 | Aviron Bayonnais | Parc y Scarlets, Llanelli Zuschauer: 6.357 Schiedsrichter: Jack Makepeace (England) |
| 11. Dezember 2022 15:15 WEZ | (25:7) Bericht |        |                  | Parc y Scarlets, Llanelli Zuschauer: 6.357 Schiedsrichter: Jack Makepeace (England) |

| 16. Dezember 2022 19:30 SAST | Lions          | 30 : 12 | Stade Français | Ellis Park Stadium, Johannesburg Zuschauer: 2.116 Schiedsrichter: Karl Dickson (England) |
| 16. Dezember 2022 19:30 SAST | (20:5) Bericht |         |                | Ellis Park Stadium, Johannesburg Zuschauer: 2.116 Schiedsrichter: Karl Dickson (England) |

| 17. Dezember 2022 16:15 SAST | Cheetahs       | 26 : 45 | Stade Français | Stadio Sergio Lanfranchi, Parma Zuschauer: 200 Schiedsrichter: Chris Busby (Irland) |
| 17. Dezember 2022 16:15 SAST | (7:38) Bericht |         |                | Stadio Sergio Lanfranchi, Parma Zuschauer: 200 Schiedsrichter: Chris Busby (Irland) |

| 17. Dezember 2022 18:30 MEZ | Aviron Bayonnais | 7 : 45 | Benetton Rugby Treviso | Stade Jean-Dauger, Bayonne Zuschauer: 3.980 Schiedsrichter: Sam Grove-White (Schottland) |
| 17. Dezember 2022 18:30 MEZ | (7:19) Bericht   |        |                        | Stade Jean-Dauger, Bayonne Zuschauer: 3.980 Schiedsrichter: Sam Grove-White (Schottland) |

| 17. Dezember 2022 17:30 WEZ | Dragons RFC     | 21 : 27 | Section Paloise | Rodney Parade, Newport Zuschauer: 3.013 Schiedsrichter: Sam Grove-White (Schottland) |
| 17. Dezember 2022 17:30 WEZ | (14:13) Bericht |         |                 | Rodney Parade, Newport Zuschauer: 3.013 Schiedsrichter: Sam Grove-White (Schottland) |

| 13. Januar 2023 21:00 MEZ | Section Paloise | 15 : 21 | Dragons RFC | Stade du Hameau, Pau Zuschauer: 3.903 Schiedsrichter: Eoghan Cross (Irland) |
| 13. Januar 2023 21:00 MEZ | (7:15) Bericht  |         |             | Stade du Hameau, Pau Zuschauer: 3.903 Schiedsrichter: Eoghan Cross (Irland) |

| 13. Januar 2023 20:00 WEZ | Scarlets       | 20 : 17 | Cheetahs | Parc y Scarlets, Llanelli Zuschauer: 7.105 Schiedsrichter: Hollie Davidson (Schottland) |
| 13. Januar 2023 20:00 WEZ | (10:3) Bericht |         |          | Parc y Scarlets, Llanelli Zuschauer: 7.105 Schiedsrichter: Hollie Davidson (Schottland) |

| 14. Januar 2023 14:00 MEZ | Stade Français | 17 : 7 | Lions | Stade Jean-Bouin, Paris Zuschauer: 7.533 Schiedsrichter: Adam Jones (Wales) |
| 14. Januar 2023 14:00 MEZ | (0:7) Bericht  |        |       | Stade Jean-Bouin, Paris Zuschauer: 7.533 Schiedsrichter: Adam Jones (Wales) |

| 14. Januar 2023 14:30 MEZ | Benetton Rugby Treviso | 26 : 7 | Aviron Bayonnais | Stadio Comunale di Monigo, Treviso Zuschauer: 600 Schiedsrichter: Anthony Woodthorpe (England) |
| 14. Januar 2023 14:30 MEZ | (19:7) Bericht         |        |                  | Stadio Comunale di Monigo, Treviso Zuschauer: 600 Schiedsrichter: Anthony Woodthorpe (England) |

| 21. Januar 2023 14:00 MEZ | Aviron Bayonnais | 7 : 20 | Scarlets | Stade Jean-Dauger, Bayonne Zuschauer: 4.744 Schiedsrichter: Gianluca Gnecchi (Italien) |
| 21. Januar 2023 14:00 MEZ | (0:13) Bericht   |        |          | Stade Jean-Dauger, Bayonne Zuschauer: 4.744 Schiedsrichter: Gianluca Gnecchi (Italien) |

| 21. Januar 2023 20:00 MEZ | Benetton Rugby Treviso | 35 : 32 | Stade Français | Stadio Comunale di Monigo, Treviso Zuschauer: 4.000 Schiedsrichter: Jack Makepeace (England) |
| 21. Januar 2023 20:00 MEZ | (19:15) Bericht        |         |                | Stadio Comunale di Monigo, Treviso Zuschauer: 4.000 Schiedsrichter: Jack Makepeace (England) |

| 22. Januar 2023 13:00 WEZ | Dragons RFC    | 25 : 30 | Lions | CCB Centre for Sporting Excellence, Ystrad Mynach Zuschauer: 1.500 Schiedsrichter: Adrien Marbot (Frankreich) |
| 22. Januar 2023 13:00 WEZ | (5:27) Bericht |         |       | CCB Centre for Sporting Excellence, Ystrad Mynach Zuschauer: 1.500 Schiedsrichter: Adrien Marbot (Frankreich) |

| 22. Januar 2023 16:15 MEZ | Cheetahs      | 9 : 6 | Section Paloise | Stadio Sergio Lanfranchi, Parma Zuschauer: 100 Schiedsrichter: Federico Vedovelli (Italien) |
| 22. Januar 2023 16:15 MEZ | (3:3) Bericht |       |                 | Stadio Sergio Lanfranchi, Parma Zuschauer: 100 Schiedsrichter: Federico Vedovelli (Italien) |

## K.-o.-Runde
Aus dem European Rugby Champions Cup 2022/23 stießen die Neunt- und Zehntplatzierten beider Vorrundengruppen hinzu (Clermont, Lyon, Racing 92 and Sale Sharks).
|  | Achtelfinale | Achtelfinale                 | Achtelfinale           |                              |                        | Viertelfinale | Viertelfinale | Viertelfinale |  |  | Halbfinale | Halbfinale | Halbfinale |  |  | Finale | Finale | Finale |
|  |              |                              |                        |                              |                        |               |               |               |  |  |            |            |            |  |  |        |        |        |
|  | B1           | Scarlets                     | 19                     |                              |                        |               |               |               |  |  |            |            |            |  |  |        |        |        |
|  | A6           | CA Brive                     | 7                      |                              |                        |               |               |               |  |  |            |            |            |  |  |        |        |        |
|  | A6           | CA Brive                     | 7                      | B1                           | Scarlets               | 32            |               |               |  |  |            |            |            |  |  |        |        |        |
|  |              |                              |                        | B1                           | Scarlets               | 32            |               |               |  |  |            |            |            |  |  |        |        |        |
|  |              |                              |                        | ASM Clermont Auvergne        | 30                     |               |               |               |  |  |            |            |            |  |  |        |        |        |
|  | A3           | Bristol Bears                | 26                     | ASM Clermont Auvergne        | 30                     |               |               |               |  |  |            |            |            |  |  |        |        |        |
|  | A3           | Bristol Bears                | 26                     |                              |                        |               |               |               |  |  |            |            |            |  |  |        |        |        |
|  |              | ASM Clermont Auvergne        | 33                     |                              |                        |               |               |               |  |  |            |            |            |  |  |        |        |        |
|  | B1           | ASM Clermont Auvergne        | 33                     | Scarlets                     | 17                     |               |               |               |  |  |            |            |            |  |  |        |        |        |
|  | B1           |                              |                        |                              | 17                     |               |               |               |  |  |            |            |            |  |  |        |        |        |
|  |              | A2                           | Glasgow Warriors       | 35                           |                        |               |               |               |  |  |            |            |            |  |  |        |        |        |
|  | A2           | A2                           | Glasgow Warriors       | 35                           | Glasgow Warriors       | 73            |               |               |  |  |            |            |            |  |  |        |        |        |
|  | A2           |                              |                        |                              | Glasgow Warriors       | 73            |               |               |  |  |            |            |            |  |  |        |        |        |
|  | B5           | Dragons RFC                  | 33                     |                              |                        |               |               |               |  |  |            |            |            |  |  |        |        |        |
|  | B5           | Dragons RFC                  | 33                     | A2                           | Glasgow Warriors       | 31            |               |               |  |  |            |            |            |  |  |        |        |        |
|  |              |                              |                        | A2                           | Glasgow Warriors       | 31            |               |               |  |  |            |            |            |  |  |        |        |        |
|  |              |                              | B3                     | Lions                        | 21                     |               |               |               |  |  |            |            |            |  |  |        |        |        |
|  | B3           | Lions                        | B3                     | Lions                        | 21                     | 51            |               |               |  |  |            |            |            |  |  |        |        |        |
|  | B3           | Lions                        |                        |                              |                        |               |               |               |  |  |            |            |            |  |  |        |        |        |
|  |              | Racing 92                    | 25                     |                              |                        |               |               |               |  |  |            |            |            |  |  |        |        |        |
|  | A2           | Racing 92                    | 25                     | Glasgow Warriors             | 19                     |               |               |               |  |  |            |            |            |  |  |        |        |        |
|  | A2           |                              |                        |                              |                        |               |               |               |  |  |            |            |            |  |  |        |        |        |
|  |              | A1                           | RC Toulon              | 43                           |                        |               |               |               |  |  |            |            |            |  |  |        |        |        |
|  | A1           | A1                           | RC Toulon              | 43                           | RC Toulon              | 36            |               |               |  |  |            |            |            |  |  |        |        |        |
|  | A1           |                              |                        |                              | RC Toulon              | 36            |               |               |  |  |            |            |            |  |  |        |        |        |
|  | B6           | Cheetahs                     | 21                     |                              |                        |               |               |               |  |  |            |            |            |  |  |        |        |        |
|  | B6           | Cheetahs                     | 21                     | A1                           | RC Toulon              | 48            |               |               |  |  |            |            |            |  |  |        |        |        |
|  |              |                              |                        | A1                           | RC Toulon              | 48            |               |               |  |  |            |            |            |  |  |        |        |        |
|  |              |                              |                        | Lyon Olympique Universitaire | 23                     |               |               |               |  |  |            |            |            |  |  |        |        |        |
|  | B4           | Stade Français               | 24                     | Lyon Olympique Universitaire | 23                     |               |               |               |  |  |            |            |            |  |  |        |        |        |
|  | B4           | Stade Français               | 24                     |                              |                        |               |               |               |  |  |            |            |            |  |  |        |        |        |
|  |              | Lyon Olympique Universitaire | 41                     |                              |                        |               |               |               |  |  |            |            |            |  |  |        |        |        |
|  | A1           | Lyon Olympique Universitaire | 41                     | RC Toulon                    | 23                     |               |               |               |  |  |            |            |            |  |  |        |        |        |
|  | A1           |                              |                        |                              | 23                     |               |               |               |  |  |            |            |            |  |  |        |        |        |
|  |              | B2                           | Benetton Rugby Treviso | 0                            |                        |               |               |               |  |  |            |            |            |  |  |        |        |        |
|  | B2           | B2                           | Benetton Rugby Treviso | 0                            | Benetton Rugby Treviso | 41            |               |               |  |  |            |            |            |  |  |        |        |        |
|  | B2           |                              |                        |                              |                        |               |               |               |  |  |            |            |            |  |  |        |        |        |
|  | A5           | Connacht Rugby               | 19                     |                              |                        |               |               |               |  |  |            |            |            |  |  |        |        |        |
|  | A5           | Connacht Rugby               | 19                     | B2                           | Benetton Rugby Treviso | 32            |               |               |  |  |            |            |            |  |  |        |        |        |
|  |              |                              |                        | B2                           | Benetton Rugby Treviso | 32            |               |               |  |  |            |            |            |  |  |        |        |        |
|  |              |                              | A3                     | Cardiff Rugby                | 30                     |               |               |               |  |  |            |            |            |  |  |        |        |        |
|  | A3           | Cardiff Rugby                | A3                     | Cardiff Rugby                | 30                     | 28            |               |               |  |  |            |            |            |  |  |        |        |        |
|  | A3           | Cardiff Rugby                |                        |                              |                        |               |               |               |  |  |            |            |            |  |  |        |        |        |
|  |              | Sale Sharks                  | 27                     |                              |                        |               |               |               |  |  |            |            |            |  |  |        |        |        |

### Achtelfinale
| 31. März 2023 20:00 WESZ | Bristol Bears | 26 : 33         | ASM Clermont Auvergne | Ashton Gate Stadium, Bristol Zuschauer: 11.207 Schiedsrichter: Jaco Peyper (Südafrika) |
| 31. März 2023 20:00 WESZ | Versuche: Randall 33. erh. Radradra 37. erh. Erhöhungen: MacGinty (2/2) Straftritte: MacGinty (4/5) 10., 17., 49., 77. | (20:22) Bericht | Versuche: Lavanini 23. erh. Penaud (2) 27. erh., 70. n.erh. Moala 39. n.erh. Erhöhungen: Belleau (2/4) Straftritte: Belleau (3/3) 13., 42., 56. | Ashton Gate Stadium, Bristol Zuschauer: 11.207 Schiedsrichter: Jaco Peyper (Südafrika) |

| 31. März 2023 20:00 WESZ | Scarlets                                                                                 | 19 : 7        | CA Brive                                           | Parc y Scarlets, Llanelli Zuschauer: 7.784 Schiedsrichter: Anthony Woodthorpe (England) |
| 31. März 2023 20:00 WESZ | Versuche: Fifita 50. n.erh. Shingler 78. n.erh. Straftritte: Costelow (3/3) 3., 15., 28. | (9:0) Bericht | Versuche: Olding 46. erh. Erhöhungen: Olding (1/1) | Parc y Scarlets, Llanelli Zuschauer: 7.784 Schiedsrichter: Anthony Woodthorpe (England) |

| 1. April 2023 13:30 MESZ | RC Toulon | 36 : 31        | Cheetahs                                                                                    | Stade Mayol, Toulon Zuschauer: 5.500 Schiedsrichter: Andrea Piardi (Italien) |
| 1. April 2023 13:30 MESZ | Versuche: Salles 12. erh. Baubigny 30. n.erh. Luc 40.+1 erh. Isa 47. n.erh. Wainiqolo 53. erh. Erhöhungen: Salles (3/5) | (19:0) Bericht | Versuche: van Rensburg 42. erh. Jasper 58. erh. Bernardo 71. erh. Erhöhungen: Pienaar (3/3) | Stade Mayol, Toulon Zuschauer: 5.500 Schiedsrichter: Andrea Piardi (Italien) |

| 1. April 2023 16:00 MESZ | Stade Français                                                                             | 24 : 41        | Lyon Olympique Universitaire | Stade Jean-Bouin, Paris Zuschauer: 7.500 Schiedsrichter: Frank Murphy (Irland) |
| 1. April 2023 16:00 MESZ | Versuche: Dachary 47. n.erh. Strafversuch 19. Straftritte: Segonds (4/5) 6., 42., 44., 61. | (10:9) Bericht | Versuche: Strafversuch 50. Couilloud 56. erh. Marchand 77. n.erh. Dumortier 79. erh. Erhöhungen: Sopoaga (2/3) Straftritte: Sopoaga (5/5) 8., 30., 36., 70., 73. | Stade Jean-Bouin, Paris Zuschauer: 7.500 Schiedsrichter: Frank Murphy (Irland) |

| 1. April 2023 16:00 MESZ | Benetton Rugby Treviso | 41 : 19         | Connacht Rugby                                                                                  | Stadio Comunale di Monigo, Treviso Zuschauer: 5.000 Schiedsrichter: Christophe Ridley (England) |
| 1. April 2023 16:00 MESZ | Versuche: Watson (2) 20. erh., 52. erh. Smith 27. erh. Padovani (2) 36. erh., 45. n.erh. Ruzza 61. n.erh. Erhöhungen: Umaga (4/6) Straftritte: Umaga (1/2) 75. | (21:12) Bericht | Versuche: Oliver 12. n.erh. Porch (2) 17. erh., 56. erh. Erhöhungen: Hawkshaw (1/2) Forde (1/1) | Stadio Comunale di Monigo, Treviso Zuschauer: 5.000 Schiedsrichter: Christophe Ridley (England) |

| 1. April 2023 17:30 WESZ | Glasgow Warriors | 73 : 33         | Scarlets | Scotstoun Stadium, Glasgow Zuschauer: 5.140 Schiedsrichter: Tual Trainini (Frankreich) |
| 1. April 2023 17:30 WESZ | Versuche: Horne 2. erh. Matthews (5) 14. erh., 22. n.erh., 26. erh., 33. erh., 42. erh. Turner 56. erh. Forbes 58. erh. Jones 60. erh. Steyn (2) 72. erh., 80. erh. Erhöhungen: Horne (8/10) Miotti (1/1) | (33:19) Bericht | Versuche: Williams 18. erh. Dyer 29. n.erh. Rosser 38. erh. Dee (2) 45. erh., 75. erh. Erhöhungen: Reed (4/5) | Scotstoun Stadium, Glasgow Zuschauer: 5.140 Schiedsrichter: Tual Trainini (Frankreich) |

| 1. April 2023 18:30 SAST | Lions | 51 : 28         | Racing 92 | Ellis Park Stadium, Johannesburg Zuschauer: 2.894 Schiedsrichter: Karl Dickson (England) |
| 1. April 2023 18:30 SAST | Versuche: Louw (2) 4. erh., 51. erh. van der Merwe 7. erh. Maxwane 22. erh. Venter 40. erh. Lombard 54. erh. Nohamba 66. erh. Erhöhungen: Nohamba (5/6) Straftritte: Nohamba (1/1) 17. | (27:14) Bericht | Versuche: Moukoro (2) 11. erh., 28. erh. Volavola 48. erh. Taofifénua 58. erh. Erhöhungen: Le Garrec (3/3) Spring (1/1) | Ellis Park Stadium, Johannesburg Zuschauer: 2.894 Schiedsrichter: Karl Dickson (England) |

| 1. April 2023 20:00 WESZ | Cardiff Rugby | 28 : 27         | Sale Sharks | Cardiff Arms Park, Cardiff Zuschauer: 7.512 Schiedsrichter: Luc Ramos (Frankreich) |
| 1. April 2023 20:00 WESZ | Versuche: Domachowski 19. erh. Adams (2) 33. n.erh., 40.+2 erh. Erhöhungen: Evans (2/3) Straftritte: Evans (2/2) 9., 71. Priestland (1/1) 43. | (22:10) Bericht | Versuche: van der Merwe 15. erh. Roebuck 51. erh. Ashman 63. erh. Erhöhungen: Ford (3/3) Straftritte: Ford (2/2) 29., 58. | Cardiff Arms Park, Cardiff Zuschauer: 7.512 Schiedsrichter: Luc Ramos (Frankreich) |

### Viertelfinale
| 7. April 2023 20:00 WESZ | Scarlets | 32 : 30         | ASM Clermont Auvergne | Parc y Scarlets, Llanelli Schiedsrichter: Wayne Barnes (England) |
| 7. April 2023 20:00 WESZ | Versuche: Halfpenny 7. n.erh. Costelow 14. erh. Williams 36. erh. Conbeer 76. erh. Erhöhungen: Halfpenny (1/2) Costelow (2/2) Straftritte: Halfpenny (1/1) 6. Costelow (1/2) 68. | (22:18) Bericht | Versuche: Simone 20. n.erh. Raka (2) 29. erh., 44. n.erh. Beria 64. erh. Erhöhungen: Belleau (1/3) Plisson (1/1) Straftritte: Belleau (2/2) 3., 35. | Parc y Scarlets, Llanelli Schiedsrichter: Wayne Barnes (England) |

| 8. April 2023 13:30 MESZ | RC Toulon | 48 : 23        | Lyon Olympique Universitaire                                                                                 | Stade Mayol, Toulon Zuschauer: 10.000 Schiedsrichter: Mike Adamson (Schottland) |
| 8. April 2023 13:30 MESZ | Versuche: Wainiqolo (2) 29. n.erh., 66. n.erh. Baubigny 38. erh. Priso 40.+3 erh. Nayacalevu 49. erh. Ollivon 57. erh. Luc 77. erh. Erhöhungen: West (4/5) Biggar (1/2) Straftritte: West (1/1) 5. | (20:6) Bericht | Versuche: Couilloud 61. erh. Arnold 71. erh. Erhöhungen: Berdeu (2/2) Straftritte: Sopoaga (3/4) 2., 8., 46. | Stade Mayol, Toulon Zuschauer: 10.000 Schiedsrichter: Mike Adamson (Schottland) |

| 8. April 2023 16:00 MESZ | Benetton Rugby Treviso | 27 : 23         | Cardiff Rugby                                                                                               | Stadio Comunale di Monigo, Treviso Zuschauer: 5.000 Schiedsrichter: Luke Pearce (England) |
| 8. April 2023 16:00 MESZ | Versuche: Smith 20. erh. Lamaro 56. erh. Watson 68. erh. Erhöhungen: Umaga (2/2) Albornoz (1/1) Straftritte: Umaga (2/2) 6., 12. | (13:10) Bericht | Versuche: Young 30. erh. Grady 46. erh. Erhöhungen: Priestland (2/2) Straftritte: Priestland (2/2) 43., 61. | Stadio Comunale di Monigo, Treviso Zuschauer: 5.000 Schiedsrichter: Luke Pearce (England) |

| 8. April 2023 20:00 WESZ | Glasgow Warriors | 31 : 21        | Lions | Scotstoun Stadium, Glasgow Schiedsrichter: Matthew Carley (England) |
| 8. April 2023 20:00 WESZ | Versuche: Dempsey 9. erh. Dobie 17. erh. Fagerson 48. erh. Jordan 73. erh. Erhöhungen: Horne (4/4) Straftritte: Horne (1/1) 68. | (14:0) Bericht | Versuche: Nohamba 43. erh. Horn 64. erh. Brandon 76. erh. Erhöhungen: Nohamba (1/1) Lombard (2/2) 65., 76. | Scotstoun Stadium, Glasgow Schiedsrichter: Matthew Carley (England) |

### Halbfinale
| 29. April 2023 17:30 WESZ | Scarlets                                                                  | 17 : 35        | Glasgow Warriors                                                                                                 | Parc y Scarlets, Llanelli Zuschauer: 13.077 Schiedsrichter: Mathieu Raynal (Frankreich) |
| 29. April 2023 17:30 WESZ | Versuche: Evans 31. n.erh. Straftritte: Costelow (4/4) 24., 28., 40., 46. | (14:7) Bericht | Versuche: McDowall (2) 2. erh., 79. erh. Horne 43. erh. Matthews 50. erh. Darge 56. erh. Erhöhungen: Horne (5/5) | Parc y Scarlets, Llanelli Zuschauer: 13.077 Schiedsrichter: Mathieu Raynal (Frankreich) |

| 30. April 2023 13:30 MESZ | RC Toulon | 23 : 0         | Benetton Rugby Treviso | Stade Mayol, Toulon Zuschauer: 10.000 Schiedsrichter: Karl Dickson (England) |
| 30. April 2023 13:30 MESZ | Versuche: Paiaʻaua 4. erh. Gigaschwili 17. erh. Erhöhungen: Biggar (2/2) Straftritte: Biggar (3/3) 13., 42., 46. | (17:0) Bericht |                        | Stade Mayol, Toulon Zuschauer: 10.000 Schiedsrichter: Karl Dickson (England) |

### Finale
| 19. Mai 2023 20:00 WESZ | Glasgow Warriors                                                                      | 19 : 43          | RC Toulon | Aviva Stadium, Dublin Zuschauer: 31.514 Schiedsrichter: Wayne Barnes (England) |
| 19. Mai 2023 20:00 WESZ | Versuche: Steyn (2) 55. erh., 73. erh. Cancelliere 68. n.erh. Erhöhungen: Horne (2/3) | (0 : 21) Bericht | Versuche: Serin (2) 4. erh., 24. erh. Parisse 17. erh. Wainiqolo 57. n.erh. Nayacalevu 63. n.erh. West 77. erh. Erhöhungen: Serin (3/3) Paillaugue (2/3) Straftritte: Paillaugue (1/2) 50. | Aviva Stadium, Dublin Zuschauer: 31.514 Schiedsrichter: Wayne Barnes (England) |

## Statistik
Quelle: epcrugby.com

### Meiste erzielte Versuche
|    | Name            | Versuche | Verein                 |
| -- | --------------- | -------- | ---------------------- |
| 1. | Johnny Matthews | 7        | Glasgow Warriors       |
| 2. | Josh Adams      | 6        | Cardiff Rugby          |
| 2. | Steffan Evans   | 6        | Exeter Chiefs          |
| 2. | Jiuta Wainiqolo | 6        | RC Toulon              |
| 5. | Rhyno Smith     | 5        | Benetton Rugby Treviso |

### Meiste erzielte Punkte
|    | Name            | Punkte | Verein           |
| -- | --------------- | ------ | ---------------- |
| 1. | Sam Costelow    | 62     | Scarlets         |
| 2. | Rhys Priestland | 57     | Cardiff Rugby    |
| 3. | George Horne    | 47     | Glasgow Warriors |
| 4. | Dan Biggar      | 39     | RC Toulon        |
| 5. | AJ MacGinty     | 38     | Bristol Bears    |